# Andrew Allen
Andrew Michael Allen, detto Andy (Filadelfia, 4 agosto 1955), è un ex astronauta statunitense.
È un veterano dei viaggi spaziali con 3 missioni dello Space Shuttle: STS-46, STS-62 e STS-75, le prime due in qualità di pilota, la terza come comandante.